# Direttore della sicurezza informatica
Il direttore della sicurezza informatica (in inglese chief information security officer, in sigla CISO) è una figura aziendale, la cui responsabilità è di sviluppare una strategia aziendale perché i beni d'informazione e le tecnologie aziendali siano adeguatamente protetti.
Il CISO dirige la sua squadra identificando, sviluppando, implementando, e facendo manutenzione dei processi aziendali per ridurre i rischi derivanti dall'area della tecnologia informatica.
Risponde ad incidenti, crea e stabilisce degli standard aziendali e controlla e gestisce la sicurezza tecnologica e direziona l'implementazione di politiche e procedure di sicurezza.
Questo ruolo è responsabile della conformità alle informazioni (per esempio supervisiona l'implementazione e il raggiungimento della certificazione standard ISO/IEC 27001 o di una sua parte).